# Aerodyn
Aerodyn je letadlo těžší než vzduch, které pro let využívá vztlak.
Na tato letadla působí čtyři síly, a to tíhová síla, tahová síla, odporová síla a vztlaková síla. Aby se letadlo udrželo ve vzduchu, musí překonat tíhovou sílu současně s odporovou silou, pokud nemá pohyblivé nosné plochy. Letadlům s pohybujícími se nosnými plochami postačuje překonat tíhovou sílu.
Všechny aerodyny se udrží ve vzduchu díky vztlaku, který vzniká pouze při obtékání nosných ploch vzduchem. Křídlo letadla je hlavní nosná plocha, na níž se při pohybu vytváří největší část vztlaku. Je proto podstatnou částí letadel těžších než vzduch a na jeho uspořádání, tvaru, profilu i konstrukci hodně záleží.

## Rozdělení
Aerodyny se rozdělují do 2 kategorií:
- S pohyblivými nosnými plochami
  - Motorové (např. vrtulník nebo ornitoptéra)
  - Bezmotorové (např. vírník nebo cykloptéra)
- S nepohyblivými nosnými plochami
  - Motorové (např. letoun)
  - Bezmotorové (např. padák, kluzák nebo větroň)